# Joe Wilkinson
Joseph Roland Wilkinson (født 2. maj 1975) er en engelsk komiker, skuespiller og forfatter. Han begyndte sin komikerkarriere på den lokale pub i 2004, og han har lavet opvarmning for Alan Carr og Russell Howard på deres turnéer. Han har også haft adskillige optrædener i tv-programmer som Live at the Apollo og Live at the Electric og han har turneret solo siden 2011. Wilkinson begyndte at optræde i 8 Out of 10 Cats Does Countdown i 2012, oprindeligt som Rachel Rileys assistent. Han er siden gået hen og blevet en regelmæssig deltager eller gæste-holdkaptajn. Han er den ene halvdel af komiker-douen Two Episodes of Mash, sammen med Diane Morgan. I 2019 vandt Wilkinson en celebrity special-udgave af The Great British Bake Off (for Stand Up to Cancer UK).
I 2006 vandt Wilkinson Hackney Empire New Act of the Year.

## Filmografi

### Film
| År   | Titel                              | Rolle        | Noter         |
| ---- | ---------------------------------- | ------------ | ------------- |
| 2008 | Monster from Bikini Beach          | Luau Burdett |               |
| 2010 | England's Worst Ever Football Team | Sig selv     | Dokumentar    |
| 2012 | Eggbox                             | Fast Eddie   | Fjernsynsfilm |
| 2014 | The Feeling Nuts Comedy Night      | Sig selv     |               |
| 2015 | SuperBob                           | Postmand     |               |

### Tv
| År           | Titel                                    | Rolle                                     | Noter                                                                   |
| ------------ | ---------------------------------------- | ----------------------------------------- | ----------------------------------------------------------------------- |
| 2010–13      | Him & Her                                | Dan Perkins                               | Hovedrolle                                                              |
| 2011–19      | 8 Out of 10 Cats                         | Sig selv                                  | Deltager (20 episoder)                                                  |
| 2011         | The Rob Brydon Show                      | Sig selv                                  | 1 episode                                                               |
| 2011         | Comedy Lab                               | Sheriff                                   | Episode: "Rick and Peter"                                               |
| 2011         | Show and Tell                            | Sig selv                                  | 2 episoder                                                              |
| 2011         | The Wright Stuff                         | Sig selv                                  | Guest panellist (1 episode)                                             |
| 2012         | Russell Howard's Good News               | Sig selv                                  | 1 episode                                                               |
| 2012–present | 8 Out of 10 Cats Does Countdown          | Sig selv                                  | Rachel Rileys assistent; regelmæssig deltager/holdkaptajn (48 episoder) |
| 2012         | Live at the Electric                     | Forskellige roller                        | 8 episoder                                                              |
| 2013         | Have I Got News for You                  | Sig selv                                  | 6 episode                                                               |
| 2013         | Edinburgh Comedy Fest Live               | Sig selv                                  | 1 episode                                                               |
| 2013–14      | Miranda                                  | Norman                                    | 3 episoder                                                              |
| 2014         | Derek                                    | Cliff                                     | 2 episoder                                                              |
| 2014         | 24 Hours To Go Broke                     | Sig selv                                  | 1 episode                                                               |
| 2014–15      | Celebrity Squares                        | Sig selv                                  | Komiker (15 episoder)                                                   |
| 2015         | Russell Howard's Stand Up Central        | Sig selv                                  | 1 episode                                                               |
| 2016         | Taskmaster                               | Sig selv                                  | Deltager (5 episoder)                                                   |
| 2016         | Rovers                                   | Lee                                       | Også manuskriptforfatter og associate producer                          |
| 2017         | Still Open All Hours                     | Wayne                                     | 1 episode                                                               |
| 2018         | The Crystal Maze                         | Sig selv                                  | Contestant (1 episode)                                                  |
| 2019         | After Life                               | Pat                                       | [ 4 ]                                                                   |
| 2019         | Comedians Watching Football with Friends | Sig slv                                   | [ 5 ]                                                                   |
| 2019         | Moominvalley                             | Hemulen Fisherman and Park Keeper (Voice) | 2 episodes                                                              |
| 2019         | The Cockfields                           | Simon                                     | 3 episoder, også manuskriptforfatter                                    |
| 2019–nu      | Sex Education                            | Jeffrey                                   | 2 episoder                                                              |
| 2019–nu      | After Life                               | Pat                                       | Sæson 1-2                                                               |